# Tabi
Tabi (jap. 足袋) – tradycyjne, sięgające kostki japońskie skarpety z osobnym palcem.
Tabi są noszone do tradycyjnych japońskich strojów, takich jak kimono, razem z tradycyjnym japońskim obuwiem (zōri lub geta). Tabi są noszone zarówno przez mężczyzn, jak i przez kobiety. Najczęściej występują w kolorze białym. Białe tabi są noszone w czasie ceremonii herbacianej oraz przy formalnych okazjach, choć mężczyźni niekiedy zakładają wówczas czarne tabi. Można spotkać tabi również w innych kolorach oraz wzorzyste, najczęściej u kobiet.
Istnieją także jika-tabi (robocze) przypominające buty i pełniące funkcję obuwia, a nie skarpet. Są wykonane z grubszego i mocniejszego materiału (płótna), z gumową podeszwą. Są noszone przez: robotników budowlanych, rzemieślników pracujących na zewnątrz (np. cieśli, tynkarzy), rolników, leśników.

## Galeria

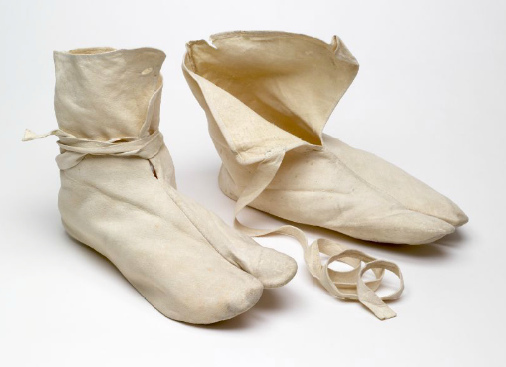
Tabi, początek XX w.
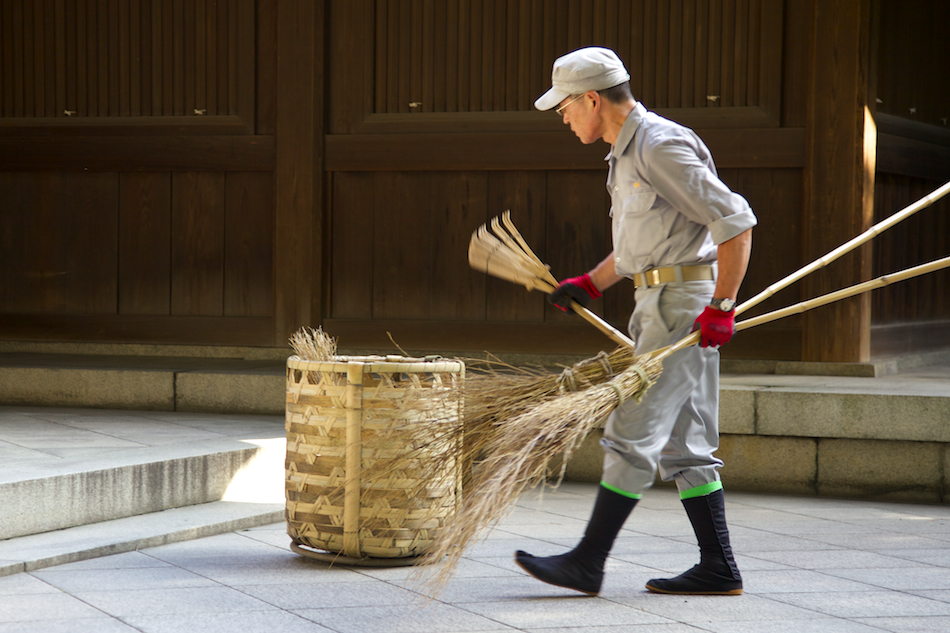
Sprzątanie świątyni w Tokio (2010)
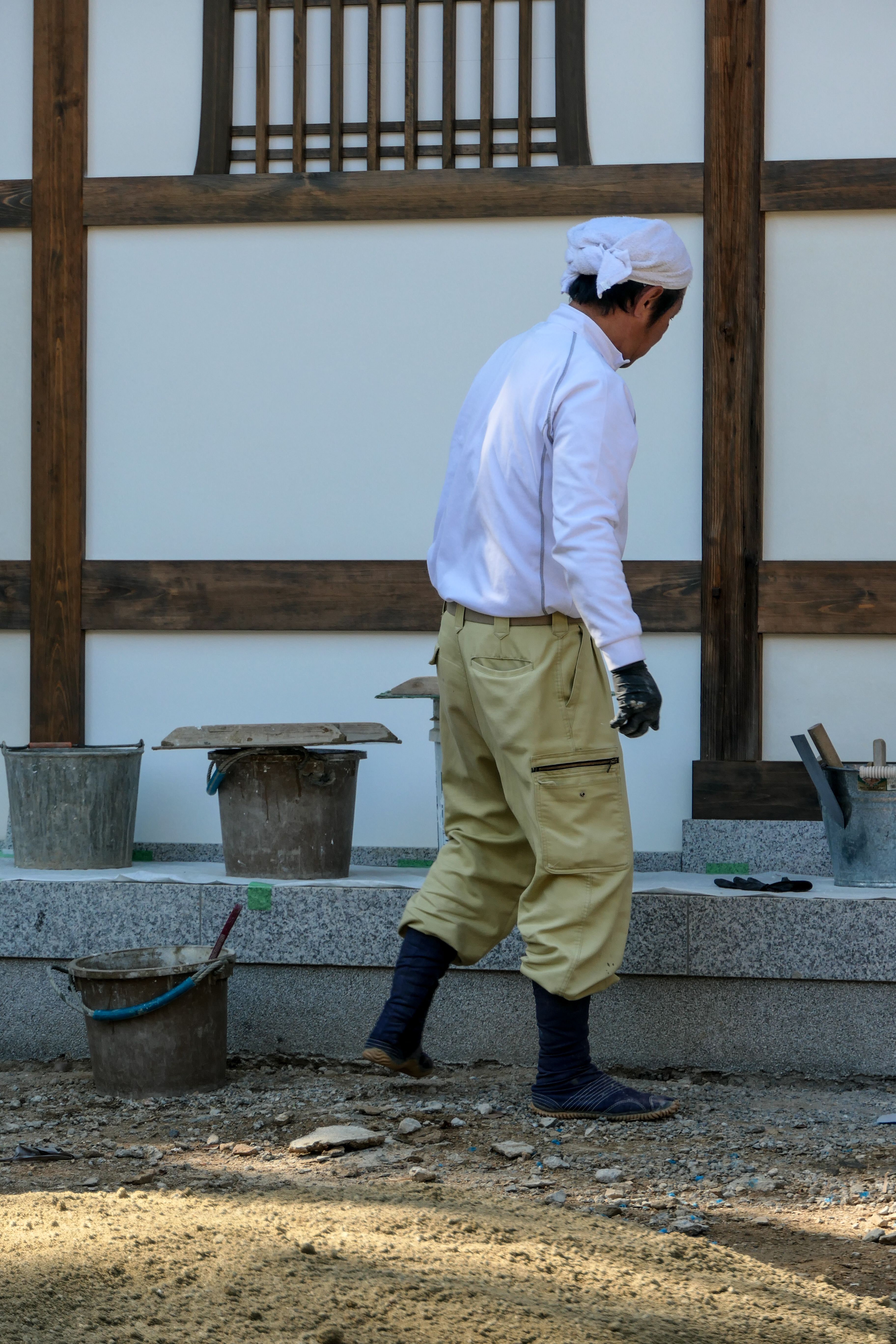
Prace budowlane w Kioto (2019)
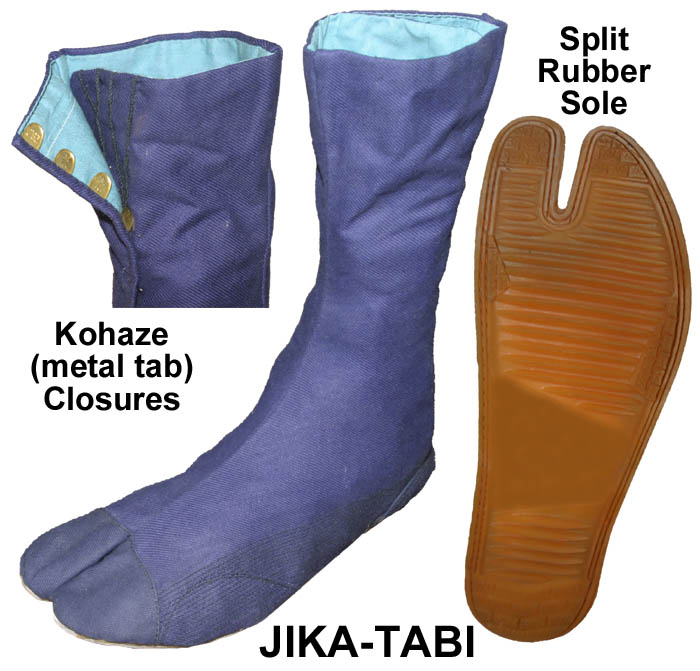
Jika-tabi
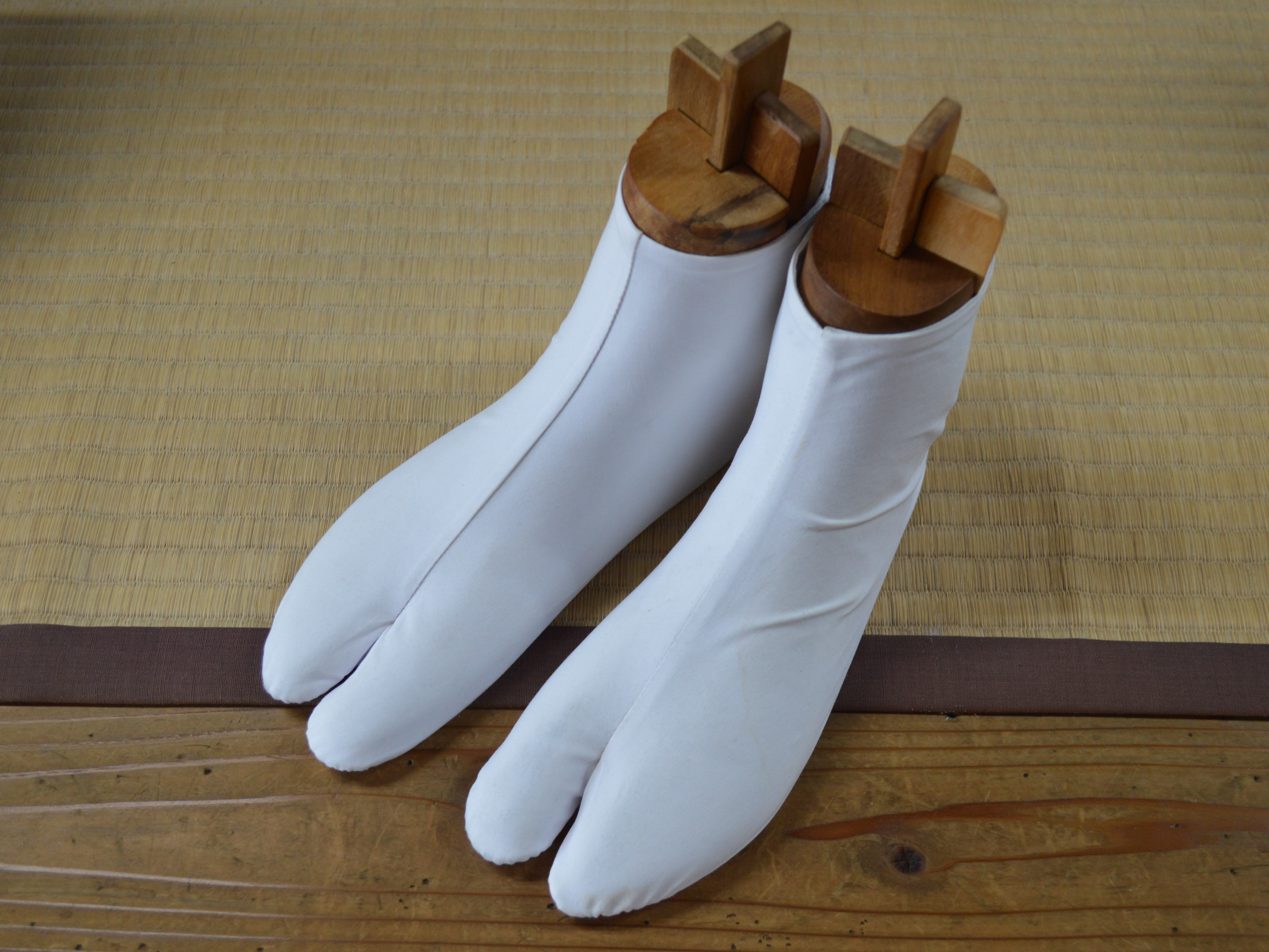
Tabi (2020)
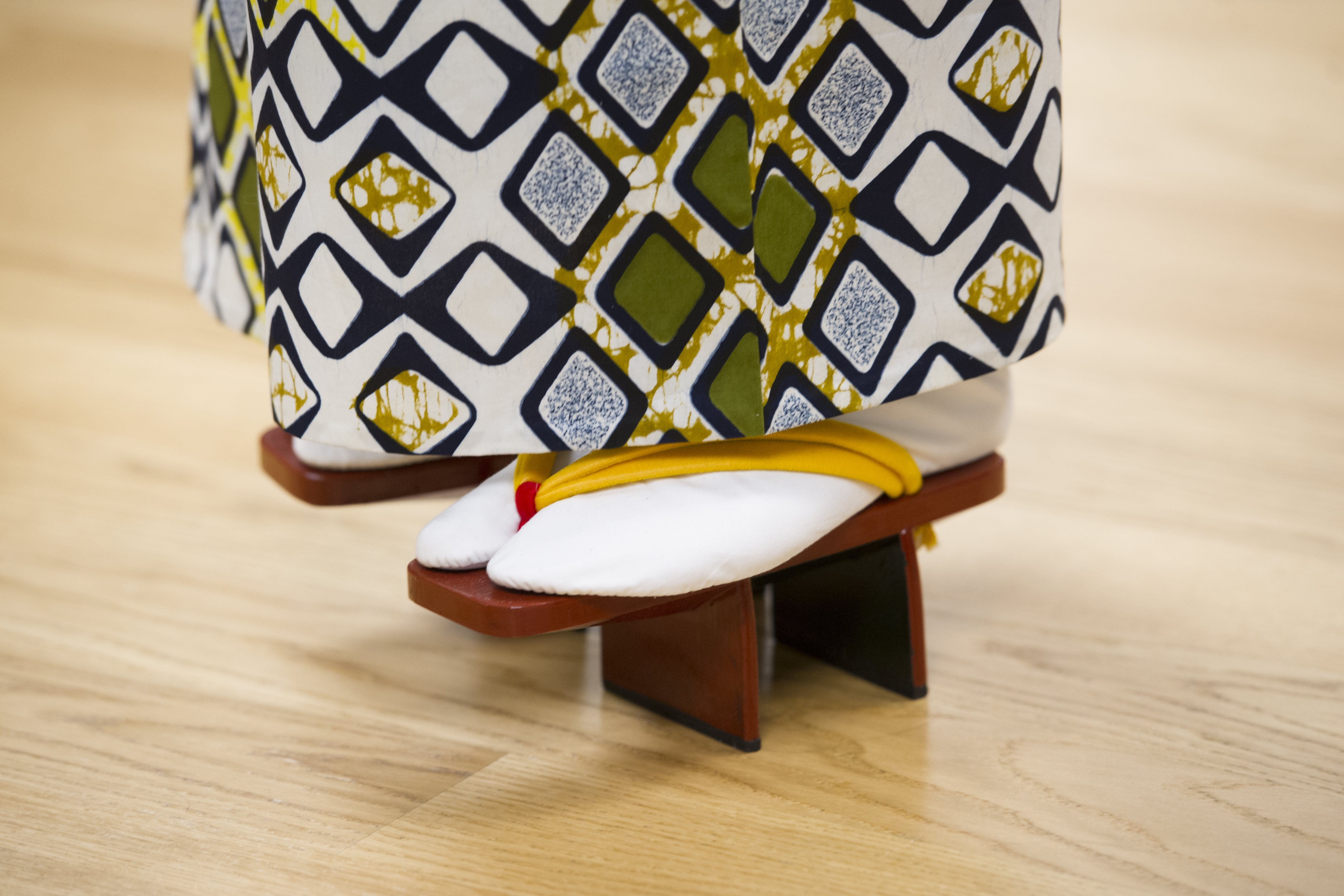
Geta i tabi